# Kempton (Indiana)
Kempton és una població dels Estats Units a l'estat d'Indiana. Segons el cens del 2006 tenia 380 habitants.

## Demografia
Segons el cens del 2000, Kempton tenia 380 habitants, 139 habitatges, i 108 famílies. La densitat de població era de 917 habitants/km².
Dels 139 habitatges en un 32,4% hi vivien nens de menys de 18 anys, en un 64% hi vivien parelles casades, en un 9,4% dones solteres, i en un 22,3% no eren unitats familiars. En el 20,1% dels habitatges hi vivien persones soles el 6,5% de les quals corresponia a persones de 65 anys o més que vivien soles. El nombre mitjà de persones vivint en cada habitatge era de 2,73 i el nombre mitjà de persones que vivien en cada família era de 3,13.
Per edats la població es repartia de la següent manera: un 27,6% tenia menys de 18 anys, un 7,1% entre 18 i 24, un 26,1% entre 25 i 44, un 28,9% de 45 a 60 i un 10,3% 65 anys o més.
L'edat mediana era de 37 anys. Per cada 100 dones de 18 o més anys hi havia 103,7 homes.
La renda mediana per habitatge era de 40.625$ i la renda mediana per família de 44.286$. Els homes tenien una renda mediana de 31.667$ mentre que les dones 20.417$. La renda per capita de la població era de 15.620$. Entorn del 5,2% de les famílies i el 4,5% de la població estaven per davall del llindar de pobresa.

## Poblacions més properes
El següent diagrama mostra les poblacions més properes.